# Wyspy Indonezji

Główne wyspy Indonezji

Indonezja jest państwem wyspiarskim, położonym na 17 508 wyspach. Około 6 tys. z nich jest zamieszkanych. Należą one do Archipelagu Malajskiego. Wyspy Indonezji rozciągają się na długości ponad 5 tys. km wzdłuż równika i na długości 1750 km z południa na północ. Ich brzegi opływają Ocean Spokojny i Indyjski. Na wyspach znajdują się liczne wulkany. Indonezja jest często nękana przez trzęsienia ziemi i tsunami. Najwyższym szczytem jest Puncak Jaya – wysokość 4884 m. Graniczy z Papuą-Nową Gwineą na Nowej Gwinei, Malezją na Borneo i Timorem Wschodnim na Timorze.
Najważniejsze wyspy Indonezji to Sumatra, Jawa, Borneo, Celebes (Sulawesi) i Nowa Gwinea (część zachodnia stanowi indonezyjskie prowincje Papua, Papua Środkowa, Papua Górska, Papua Południowa, Papua Południowo-Zachodnia i Papua Zachodnia, a część wschodnia jest niepodległym państwem – Papua-Nowa Gwinea).
Największe indonezyjskie wyspy (powierzchnia całkowita przekracza 600 km²):
|    | Wyspa                 | Położenie (archipelag lub akwen) | Prowincja                       | Powierzchnia (km²) | Maks. wysokość (m n.p.m.) |
| -- | --------------------- | -------------------------------- | ------------------------------- | ------------------ | ------------------------- |
| 1  | Kalimantan (Borneo)   | Wielkie Wyspy Sundajskie         | pięć prowincji                  | 539 460            | 2988                      |
| 2  | Sumatra               | Wielkie Wyspy Sundajskie         | osiem prowincji                 | 427 350            | 3800                      |
| 3  | Nowa Gwinea           | Melanezja                        | sześć prowincji                 | 421 980            | 4884                      |
| 4  | Celebes               | Wielkie Wyspy Sundajskie         | sześć prowincji                 | 178 710            | 3455                      |
| 5  | Jawa                  | Wielkie Wyspy Sundajskie         | sześć prowincji                 | 126 650            | 3676                      |
| 6  | Halmahera             | Moluki                           | Moluki Północne                 | 17 780             | 1635                      |
| 7  | Seram                 | Moluki                           | Moluki                          | 17 150             | 3027                      |
| 8  | Timor                 | Małe Wyspy Sundajskie            | Małe Wyspy Sundajskie Wschodnie | 15 850             | 2351                      |
| 9  | Sumbawa               | Małe Wyspy Sundajskie            | Małe Wyspy Sundajskie Zachodnie | 15 450             | 2722                      |
| 10 | Flores                | Małe Wyspy Sundajskie            | Małe Wyspy Sundajskie Wschodnie | 14 245             | 2400                      |
| 11 | Yos Sudarso (Dolak)   | Melanezja                        | Papua Południowa                | 11 655             |                           |
| 12 | Bangka                | Morze Jawajskie                  | Wyspy Bangka i Belitung         | 11 330             | 692                       |
| 13 | Sumba                 | Małe Wyspy Sundajskie            | Małe Wyspy Sundajskie Wschodnie | 11 150             | 1225                      |
| 14 | Buru                  | Moluki                           | Moluki                          | 9510               | 2736                      |
| 15 | Bali                  | Małe Wyspy Sundajskie            | Bali                            | 5561               | 3031                      |
| 16 | Madura                | Morze Jawajskie                  | Jawa Wschodnia                  | 5473               | 471                       |
| 17 | Belitung              | Morze Jawajskie                  | Wyspy Bangka i Belitung         | 4817               | 510                       |
| 18 | Nias                  | Ocean Indyjski                   | Sumatra Północna                | 4772               | 886                       |
| 19 | Lombok                | Małe Wyspy Sundajskie            | Małe Wyspy Sundajskie Zachodnie | 4727               | 3726                      |
| 20 | Buton                 | Morze Banda                      | Celebes Południowo-Wschodni     | 4408               | 1190                      |
| 21 | Siberut               | Wyspy Mentawai                   | Sumatra Zachodnia               | 3829               | 406                       |
| 22 | Wetar                 | Wyspy Barat Daya                 | Moluki                          | 3625               | 1412                      |
| 23 | Waigeo                | Wyspy Raja Ampat                 | Papua Południowo-Zachodnia      | 3154               | 993                       |
| 24 | Yamdena               | Wyspy Tanimbar                   | Moluki                          | 3100               |                           |
| 25 | Taliabu               | Wyspy Sula                       | Moluki Północne                 | 2913               | 1638                      |
| 26 | Obi                   | Moluki                           | Moluki Północne                 | 2542               | 1611                      |
| 27 | Biak                  | Wyspy Schoutena                  | Papua                           | 2455               | 740                       |
| 28 | Yapen                 | Melanezja                        | Papua                           | 2424               | 1496                      |
| 29 | Peleng                | Wyspy Banggai                    | Celebes Środkowy                | 2346               | 1050                      |
| 30 | Morotai               | Moluki                           | Moluki Północne                 | 2266               | 1250                      |
| 31 | Trangan               | Wyspy Aru                        | Moluki                          | 2149               | 90                        |
| 32 | Alor                  | Wyspy Alor                       | Małe Wyspy Sundajskie Wschodnie | 2120               | 1765                      |
| 33 | Laut                  | Cieśnina Makasarska              | Borneo Południowe               | 2062               | 725                       |
| 34 | Bacan                 | Moluki                           | Moluki Północne                 | 1900               | 2111                      |
| 35 | Natuna Besar          | Wyspy Natuna                     | Wyspy Riau                      | 1880               | 959                       |
| 36 | Simeulue              | Ocean Indyjski                   | Aceh                            | 1770               | 567                       |
| 37 | Misool                | Wyspy Raja Ampat                 | Papua Południowo-Zachodnia      | 1740               | 990                       |
| 38 | Kobroor               | Wyspy Aru                        | Moluki                          | 1723               | 124                       |
| 39 | Muna                  | Morze Banda                      | Celebes Południowo-Wschodni     | 1704               | 91                        |
| 40 | Salawati              | Wyspy Raja Ampat                 | Papua Południowo-Zachodnia      | 1623               | 925                       |
| 41 | Wokam                 | Wyspy Aru                        | Moluki                          | 1604               | 241                       |
| 42 | Tebingtinggi (Rantau) | Cieśnina Malakka                 | Wyspy Riau                      | 1598               |                           |
| 43 | Rupat                 | Cieśnina Malakka                 | Riau                            | 1490               |                           |
| 44 | Lembata (Lomblen)     | Wyspy Solor                      | Małe Wyspy Sundajskie Wschodnie | 1270               | 1737                      |
| 45 | Mangole               | Wyspy Sula                       | Moluki Północne                 | 1229               | 1060                      |
| 46 | Roti                  | Małe Wyspy Sundajskie            | Małe Wyspy Sundajskie Wschodnie | 1227               | 430                       |
| 47 | Bintan                | Archipelag Riau                  | Wyspy Riau                      | 1173               | 348                       |
| 48 | Padang                | Cieśnina Malakka                 | Riau                            | 1109               |                           |
| 49 | Maya                  | Cieśnina Karimata                | Borneo Zachodnie                | 992                | 509                       |
| 50 | Bengkalis             | Cieśnina Malakka                 | Riau                            | 929                |                           |
| 51 | Ambon                 | Moluki                           | Moluki                          | 805,8              | 1038                      |
| 52 | Samosir               | Jezioro Toba                     | Sumatra Północna                | 630                | 1686                      |

Inne niewymienione w tabeli wyspy i archipelagi:
- Bawean
- Enggano
- Haruku
- Kabaena
- Karakelong
- Komodo
- Krakatau
- Makian
- Pasumpahan
- Saparua
- Tarakan
- Ternate
- Tidore
- Wakatobi
- Weh
- Wowoni
- Wyspy Anambas
- Wyspy Banda
- Wyspy Batu
- Wyspy Kai
- Wyspy Kangean
- Wyspy Leti
- Wyspy Lingga
- Wyspy Sangihe
- Wyspy Seribu
- Wyspy Talaud
- Wyspy Tambelan
- Wyspy Togian
- Wyspy Tukangbesi